# Liste der Baudenkmale in Satow
In der Liste der Baudenkmale in Satow sind alle Baudenkmale der Gemeinde Satow (Landkreis Rostock) und ihrer Ortsteile aufgelistet (Stand 10. Februar 2021).

## Baudenkmale in den Ortsteilen

### Berendshagen
| ID  | Lage                     | Bezeichnung                                       | Beschreibung | Bild                                              |
| --- | ------------------------ | ------------------------------------------------- | --- | ------------------------------------------------- |
| 152 | (Karte)                  | Kirche mit Friedhof, Mausoleum und Kriegerdenkmal | Spätgotische Dorfkirche als Backsteinbau auf Feldsteinsockel; dreischiffiges, dreijochiges Langhaus; eingezogener, schmaler, rck. Chor; separater Glockenstuhl; Gruft mit Wandmalereien von 1667; Innen: niedr. Triumphfbogen, Gestühl von 1586, Altar von 1668, Kanzel von 1702, früher Scheidbögen, jetzt helle Holzdecke, Reste der Barock-Ausmalung von 1702; Quelle: Dehio | Kirche mit Friedhof, Mausoleum und Kriegerdenkmal |
| 153 | Stiller Winkel 6 (Karte) | Pfarrhaus                                         | |                                                   |

### Gerdshagen
| ID  | Lage                                          | Bezeichnung                                | Beschreibung                                                                                               | Bild                                       |
| --- | --------------------------------------------- | ------------------------------------------ | --- | ------------------------------------------ |
| 205 | Zum Buschlingsberg 1/3 (Karte)                | Doppelkaten                                | | Doppelkaten                                |
| 805 | Zum Buschlingsberg 2, Storchenweg 2/4 (Karte) | Gutsanlage mit Gutshaus, Pferdestall, Park | Gut Gerdshagen mit 2-gesch., 9-achsigem, verputztem Herrenhaus mit 3-gesch. Mittelrisalit und Mansarddach. | Gutsanlage mit Gutshaus, Pferdestall, Park |

### Gorow
| ID  | Lage                                         | Bezeichnung               | Beschreibung                                           | Bild                      |
| --- | -------------------------------------------- | ------------------------- | ------------------------------------------------------ | ------------------------- |
|     | Zu den Linden 1, Kastanienstraße 5/7 (Karte) | Gutshaus mit Stallscheune | 2-gesch., historisierender, quadr. Putzbau vom 19. Jh. | Gutshaus mit Stallscheune |
| 218 | Mitteldorf 3 (Karte)                         | Wohnhaus                  |                                                        |                           |

### Hanstorf
| ID  | Lage                   | Bezeichnung                                          | Beschreibung                                    | Bild                         |
| --- | ---------------------- | ---------------------------------------------------- | ----------------------------------------------- | ---------------------------- |
| 305 | (Karte)                | Kirche und Grabstein Mussäus                         | Gotische Dorfkirche aus dem 13./14. Jahrhundert | Kirche und Grabstein Mussäus |
| 304 | Hauptstraße 17 (Karte) | Pfarrhof mit Wohnhaus, Scheune, Backhaus und Brunnen |                                                 |                              |

### Hastorf
| ID  | Lage                 | Bezeichnung                 | Beschreibung | Bild |
| --- | -------------------- | --------------------------- | ------------ | ---- |
| 307 | Mitteldorf 1 (Karte) | Hallenhaus, Stall, Backhaus |              |      |

### Heiligenhagen
| ID  | Lage                     | Bezeichnung                   | Beschreibung                                                                 | Bild                          |
| --- | ------------------------ | ----------------------------- | ---------------------------------------------------------------------------- | ----------------------------- |
| 341 | Püschower Straße (Karte) | Kirche mit Kirchhof und Mauer | Gotische Dorfkirche mit eingezogenem Chor von um 1300 und Holzturm von 1692. | Kirche mit Kirchhof und Mauer |
| 342 | Hauptstraße (Karte)      | Kriegerdenkmal                |                                                                              | Kriegerdenkmal                |
| 340 | Büdnerreihe 10 (Karte)   | Wohnhaus                      |                                                                              |                               |

### Hohen Luckow
| ID  | Lage                        | Bezeichnung | Beschreibung | Bild           |
| --- | --------------------------- | --- | --- | -------------- |
| 347 | Rostocker Straße 23 (Karte) | Gutsanlage mit Gutshaus, 4 Ställen (ehem. Pferdestall, ehem. Großer Kuhstall, ehem. Kleiner Kuhstall, ehem. Schafstall), Inspektorenhaus, ehem. Schlosserei (Werkstattgebäude), Park mit Pavillon | 2-gesch., 9-achsiges barockes Herrenhaus von 1707 mit Walmdach und Mittelrisalit; erbaut von Christoph von Bassewitz; ab 1810 mehrfacher Besitzerwechsel; ab 1840 im Besitz der Familie von Brocken (Olympiasieder (1928) Carl-Friedrich von Langen war Mitglied der Familie), bis 1918 Lehngut im Bezirk des ritterschaftlichen Amtes Bukow. | Weitere Bilder |
| 348 | (Karte)                     | Kirche | Gotische Dorfkirche in Hohen Luckow; Kirchenschiff wohl vom 14. Jahrhundert, jüngerer Chor; nach Brand von 1934 stark erneuert. | Kirche         |

### Konow
| ID  | Lage                | Bezeichnung | Beschreibung                                                                                       | Bild     |
| --- | ------------------- | ----------- | -------------------------------------------------------------------------------------------------- | -------- |
| 399 | Unterdorf 2 (Karte) | Gutshaus    | 1-gesch. 11-achs. Backsteinbau mit Krüppelwalmdach und 2-gesch. Mittelrisalit und späterer Veranda | Gutshaus |

### Lüningshagen
| ID  | Lage             | Bezeichnung              | Beschreibung | Bild |
| --- | ---------------- | ------------------------ | ------------ | ---- |
| 515 | Einhusener Weg 1 | Wohnhaus mit Brunnenhaus |              |      |

### Miekenhagen
| ID  | Lage                   | Bezeichnung | Beschreibung | Bild |
| --- | ---------------------- | ----------- | ------------ | ---- |
| 516 | ehemaliger Gutsbereich | Eiskeller   |              |      |

### Rederank
| ID  | Lage                    | Bezeichnung | Beschreibung | Bild     |
| --- | ----------------------- | ----------- | --- | -------- |
| 592 | Schlossallee 12 (Karte) | Gutshaus    | Sanierter, 2-gesch. Putzbau von 1892 mit Mittelrisalit im Stil der Neorenaissance gleich einer römischen Villa. | Gutshaus |

### Reinshagen
| ID  | Lage                  | Bezeichnung                                              | Beschreibung | Bild                                                     |
| --- | --------------------- | -------------------------------------------------------- | ------------ | -------------------------------------------------------- |
| 597 | Dorfstraße 15 (Karte) | Bauernhof mit Wohnhaus, Scheune, Viehhaus, Schweinestall |              | Bauernhof mit Wohnhaus, Scheune, Viehhaus, Schweinestall |
| 598 | Dorfstraße 22 (Karte) | Wohnhaus                                                 |              | Wohnhaus                                                 |

### Rosenhagen
| ID  | Lage                    | Bezeichnung | Beschreibung | Bild     |
| --- | ----------------------- | ----------- | --- | -------- |
| 617 | Zum Gutshaus 11 (Karte) | Gutshaus    | Klassizistischer, sanierter, 2-gesch., 9-achs. Putzbau von 1836 mit Krüppelwalmdach und 2-gesch. Mittelrisalit nach Plänen von Carl Theodor Severin | Gutshaus |

### Satow
| ID  | Lage                           | Bezeichnung                             | Beschreibung | Bild                                    |
| --- | ------------------------------ | --------------------------------------- | --- | --------------------------------------- |
| 640 | (Karte)                        | Kirche                                  | Backsteinkirche der Neugotik, 1864–1867 von Theodor Krüger, mit meist spitzbogigen Fenster und Putzblenden; zweijochiges Langhaus und Chor mit 5/8-Schluss; 43 Meter hoher Westturm mit achtseitigem Spitzhelm; Altar, Kanzel, Orgelaufsatz und Chorgestühl neugotisch; Mehmel - Orgel von um 1867. | Weitere Bilder                          |
| 641 | (Karte)                        | Kirchenruine                            | Ruine des frühgotischen Feldsteinkirche mit Backsteinen für Portale, Fenster und Innengliederung; Abbruch nach 1867, Abbruchstop um 1880; um 1995 Sicherungsmaßnahmen. | Weitere Bilder                          |
| 642 | (Karte)                        | Kriegerdenkmal 1870/71                  | |                                         |
| 643 | (Karte)                        | Kriegerdenkmal 1914/18                  | | Kriegerdenkmal 1914/18                  |
| 644 | Fritz-Reuter-Straße 16 (Karte) | Apotheke mit ehemaligem Apothekergarten | | Apotheke mit ehemaligem Apothekergarten |

## Quelle
Denkmalliste des Landkreises Rostock A ‐ Z (Stand: 10. Februar 2021; PDF, 497 KB)